# 2025年中国海警与中国海军舰艇相撞事故
2025年8月11日，菲律宾海岸警卫队巡逻舰与中国人民解放军海军驱逐舰及中国海警局舰艇在南海黄岩岛附近海域进行海上机动，期间中国海警3104号“南域”艦（原056型导弹护卫舰510号“宁德”舰）与中国人民解放军海军052D型导弹驱逐舰“桂林”舰（舷号164）高速相撞。此为中国人民解放军海军近20年来罕见的严重事故。菲律宾称该事件发生于其进行渔民补给行动期间，并公佈了事故影像。碰撞造成中国海警3104号舰艏严重受损、“桂林”舰左舷凹陷和擦伤。菲律宾于次日对其船员授勋嘉奖，并对两艘中国舰艇的危险动作表示严重关切。目前中方人员在此事故中的失踪或伤亡情况不明，菲方消息称至少有两名中国海警死亡，但中国官方仍未公布相关伤亡信息。

## 背景
中华人民共和国和菲律宾均宣称对黄岩岛拥有主权，菲律宾称黄岩岛为马辛洛克浅滩（Bajo de Masinloc）或斯卡伯勒浅滩（Scarborough Shoal）。黄岩岛目前由中华人民共和国实际控制。近年来，中菲双方在该地区多次发生海上冲突。
2025年8月11日，菲律宾海岸警卫队在黄岩岛附近海域开展“卡迪瓦献给新时代渔业英雄”（Kadiwa Para sa Bagong Bayaning Mangingisda，KBBM）行动，为当地35艘渔船提供补给物资。此次行动由同名级巡逻舰“特蕾莎·马格巴努亚”号（舷号9701）和灯塔级巡逻舰“苏禄安”号（舷号4406），以及渔船“帕马马拉卡亚”号共同参与。

## 经过

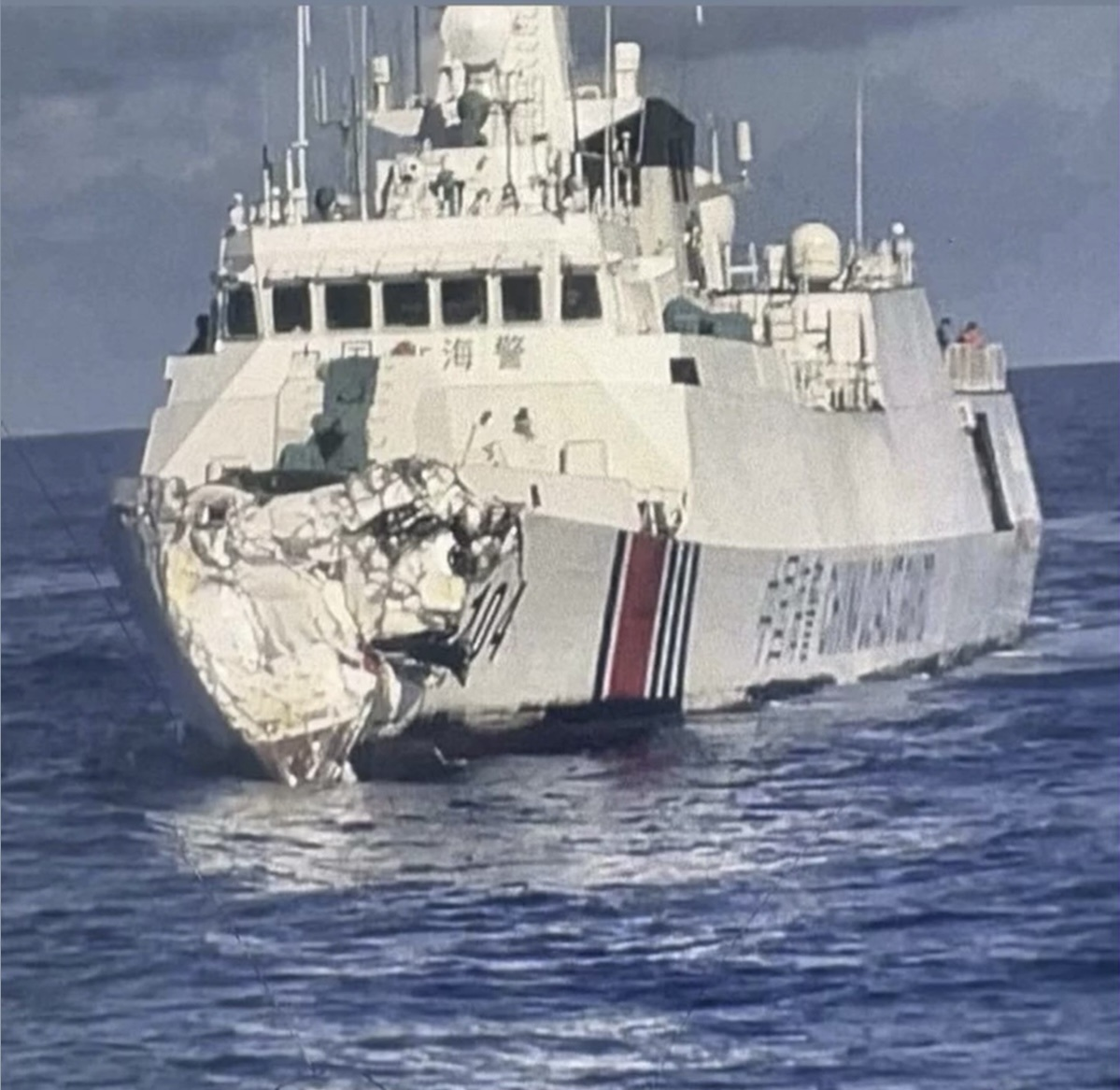
中国海警3104号舰艏严重受损

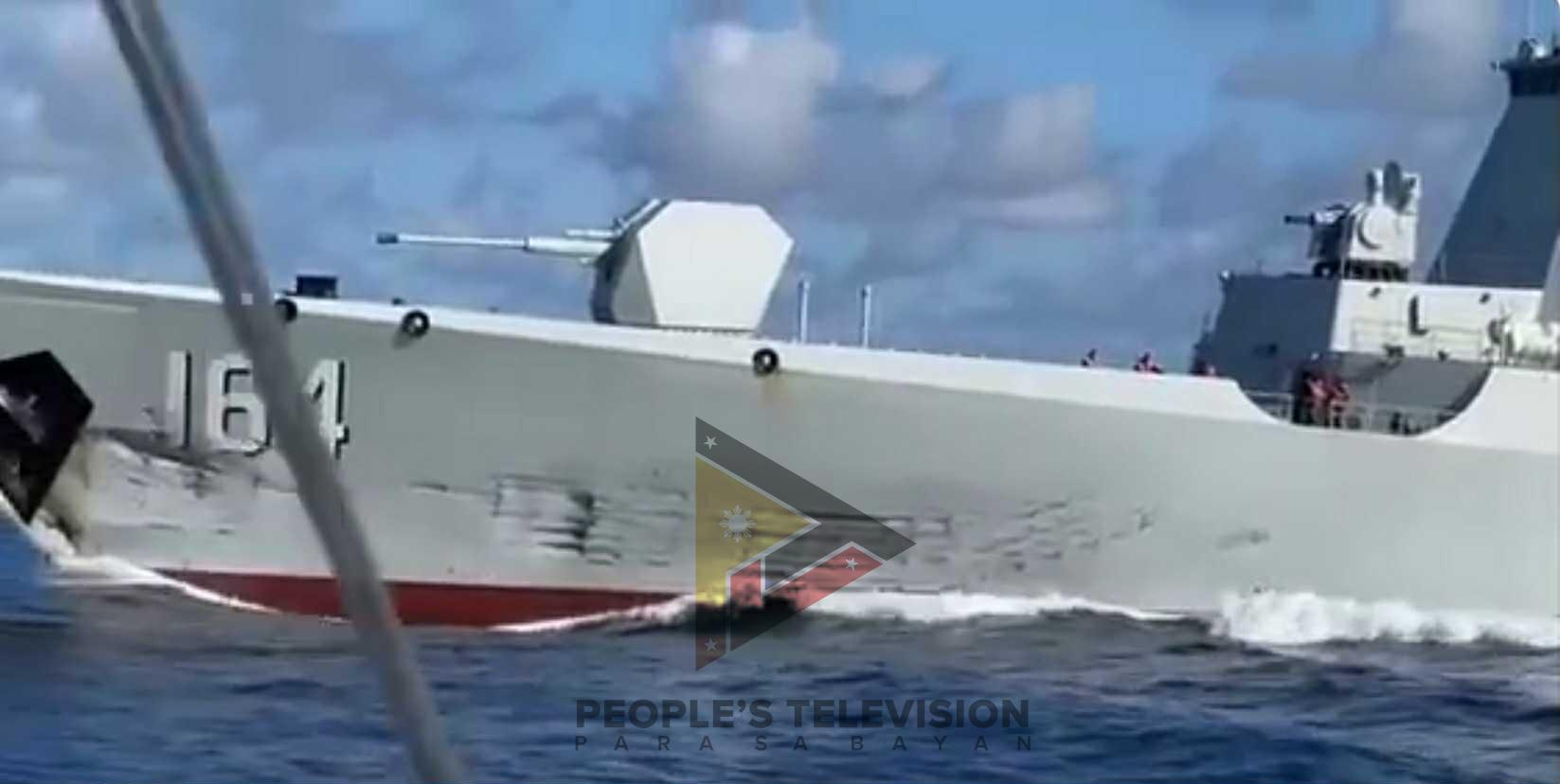
“桂林”舰左舷有凹陷和多处刮伤痕迹

在补给行动过程中，菲律宾船只遭遇中国海警与中国人民解放军海军舰艇的海上机动拦截。根据菲律宾海岸警卫队发言人杰伊·塔列拉的说法，“苏禄安”号成为中国海警3104号水炮攻击和追逐的目标。行动全程被菲律宾海警船员与随船记者通过多台摄录设备记录。画面显示，中国海军“桂林”舰与中国海警3104号试图夹击“苏禄安”号，而“苏禄安”号则在两艘中国舰艇之间穿梭规避。
相撞事故发生前，“苏禄安”号正向右舷转向，中国海警3104号在其左后方尾随。中国海军“桂林”舰则先大幅驶向右舷，随后向左舷回转，企图切断“苏禄安”号航路。然而“苏禄安”号迅速加速并同样向左舷转向，“桂林”舰从其船尾掠过，中国海警3104号未能避让，与“桂林”舰高速相撞。菲律宾方面公布的影像显示，碰撞前中国海警3104号舰艏有数名船员，曾尝试放置防撞护垫，但未能及时避开撞击。碰撞造成中国海警3104号舰艏及艏楼严重受损，船体向内凹陷约10米，并因此失去动力。“桂林”舰看起来受损程度较轻，但其左舷也有凹陷和多处刮伤痕迹。
碰撞发生后，“桂林”舰未在现场救援已受损的中国海警3104号，而是继续追逐“苏禄安”号。菲方事後對可能受傷的中國海員表達關切。同時鑑於有人落海與撞船事故，菲律宾海岸警卫队称，“苏禄安”号和“特蕾莎·马格巴努亚”号馬上調整任務，曾通过无线电联系中国海警3104号，表示可提供搜救及医疗援助，但未获回应。大約一小時後，中国海军与中国海警才自行展开搜救行动，由中國海軍903型綜合補給艦“洪湖”號（舷號906）靠近並給予協助，另有多艘民兵船隻在淺灘以東15至25海里處參與搜救行動。事后“特蕾莎·马格巴努亚”号将菲律宾渔民安全护送至指定地点，“苏禄安”号则于次日清晨返回马尼拉。

## 後續
8月12日，菲律宾海岸警卫队司令罗尼·吉尔·加万上将，根據上述積極與義勇的表現，向“苏禄安”号的42名船员，颁授海岸警卫队铜十字勋章及绶带，舰长乔马克·安格（Jomark Angue）则获颁海岸警卫队杰出服务勋章及绶带。
曾担任菲律宾国家警察总长的参议员班斐洛·拉克森称至少两名中国海警在事故中死亡，但此消息尚无法得到证实。而微博上的軍事消息用戶「海洋裝備與公務船資訊」則在貼文中附上三個蠟燭和哭泣的表情符號，可能暗示有三名人員死亡。菲律賓海警發言人塔列拉表示，事故後中國船隻的行動模式與常見的海洋搜索相似，或暗示至少有一名海警人員墮海。菲律賓媒體有向中國駐菲大使館查詢是否有中國人在事故中死亡，但未獲回應。
8月13日，正值相撞事故發生後不久，美國軍艦時隔六年來首次進入黃岩島附近水域，中國軍方表示已跟蹤監視並「驅離」了美國「希金斯」號驅逐艦。美國印太司令部拒絕就此置評，將問題轉交給美國海軍第七艦隊。不過美方已表示無意升高衝突，並強調各國軍艦均能前來，此次巡邏僅是按照國際自由航行規定進行。

## 反應
8月11日，中国海警局發言人甘羽指，菲方組織多艘海警船、公務船以為漁船補給為藉口，不顧中方一再勸阻和警告，執意闖入黃岩島附近海域，海警依法採取措施予以驅離，強調中方會堅決維護國家領土主權和海洋權益，稱有關行動「專業規範、正當合法」，同时表示已将菲律宾船只驱离黄岩岛附近海域，但未提及当日发生的碰撞事件。同时因為臨近9月3日的大閱兵，中国官方對於此尷尬事故，在国内社交媒体封锁消息壓低熱度，媒體亦未報導有關情況。
菲律賓方面則發表聲明強調，“他们（中方）的行动不仅对菲律宾人员和船只构成严重危险，而且造成了这两艘中国舰船的不幸相撞”，声明继续说：“菲律宾意识到在海上遇险时提供援助的义务以及在其辖区内的使命，毫不犹豫地表示愿意提供医疗救助和其它相关支持，包括可将受损中国海警船拖出该海域，以确保其他船只的航行安全”。
8月15日，中国国防部发言人蒋斌在回应记者关于中国海警船和海军军舰相撞事故的提问时，首度发布官方信息。蒋斌并没有正面提及撞船事故，但指控菲律宾海警船采取危险动作，制造复杂紧迫局面。中方要求菲方立即停止侵权挑衅言行，并强调将保留采取必要反制措施的权利。通报中也未提及中方人员的伤亡情况。
菲律宾外交部长拉扎罗对此表示，菲方对中国舰船相撞事故不负任何责任，该事件并非由菲方行为造成。菲律宾政府同时再次要求中国就2024年6月仁爱礁事件中，中国海警登船行动对菲律宾资产造成的损害予以赔偿。菲律宾海岸警卫队发言人塔列拉亦称菲方不对此事故负责，此事故是中國海事人員缺乏航海技術所致，其危险动作导致紧张局势升级。此外他也透露在8月11日的相撞事件中，菲律宾无人机设备首次无法启动，怀疑是中方进行信号干扰，以避免菲方使用无人机记录撞船事故。
美国驻菲律宾大使羅美凱指：“谴责中国针对‘苏禄安’号的这一最新鲁莽行动，并赞赏菲律宾海警的专业性”。歐盟也呼籲中方須在行為上遵守包括《联合国海洋法公约》在內的共識。中華民國外交部對中國大陆軍艦及海警船在民主礁臨近海域危險航駛，迫近菲律賓公務船一事表達嚴正關切，同時呼籲各方保持克制，透過多邊對話和平解決爭端。

## 評論與分析
《CNN》報導指，儘管這可能對中國軍方來說是一個「恥辱」，但本有可能惡化的緊張局勢，撞上自己的船實際上是「幸運」的提醒。该报导引用了史丹佛大學國家安全創新中心「海洋之光」主任鮑威爾（Ray Powell）的说法表示，菲律賓是與美國有國際條約的盟友，若行為過當造成菲方船員死亡，考慮到雙方船隻體型差異，甚至導致菲律賓船隻當場沉沒，幾乎肯定會造成人員傷亡，完全可以被視為故意傷害，而被認定發動「戰爭行為」，這是國際合法干預與制裁禁運的條件。该报导引用前美國海軍上校舒斯特（Carl Schuster）的说法表示，中國原本的意圖似乎打算將菲方船隻夾在兩船中間，迫使其近距離承受水砲衝擊，進而造成菲方船隻癱瘓。但是這樣的机动很新颖、大胆且错综复杂（"new, bold and intricate"），在面對明顯準備充分的菲方艦艇，海警船與解放軍軍艦雙方反而都付出了代價。该报导同时引用倫敦國王學院東亞戰爭與戰略學教授帕塔拉諾（Alessio Patalano）的说法表示，此次中国船只的机动「没有任何航海技术可言」（"no seamanship-like behavior to speak of"），他指出，無論是從意圖到執行，这都展示了不專業和危險，最終自然是讓自己承受了嚴重損害。
前中華民國海軍艦隊戰隊長、國防院學者江炘杓解析，中方的兩艘船艦是採取包夾戰術追逐，因為海上艦隻移動與陸上開車不同，任何舵向操作都需要反應時間，可能是中國大陸船艦通聯流程生疏，未時刻注意自家船艦位置，或是缺乏船隻保養經驗，致舵機故障失去控制能力而發生事故。因此，航海歷練豐富的海軍，在執行類似的驅離、監控、併行等高風險任務時，他們船艦多半還是會根據航運規則，保持反應距離，所以就沒有出事故；而台灣目前同樣經常遭遇近期開始出海的中國大陸海警艦艇，將來在應處日益增加的各種接近襲擾的時候，如何一對一、二對一，都要做一些演練，熟悉驅離的標準流程、海上的艦船運動，結合中國大陸海軍艦艇行為的教材，也該加強相關的應變突發狀況與閃避特訓。
新加坡《聯合早報》記者沈泽玮評論稱，美国借力于其盟友和伙伴，与中国在南中国海过招，中国则不希望域外国家插手，正与亚细安磋商《南海行为准则》，但双方在重要节点上意见不一致。另外中国在黄岩岛填海建造人工岛，对菲方来说是一条红线，而美國也強調將不排除有限度的涉入，若引爆衝突的代價很大。